# Jordi Simón Casulleras
Jordi Simón Casulleras (Navars, 6 de setembre de 1990) és un ciclista català, professional des del 2011 i actualment a les files del Soul Brasil Pro Cycling Team.
De la seva carrera destaca la victòria a la Volta a Lleó el 2013 i el Trofeu internacional del Guadiana el 2015.

## Palmarès
- 2010
  - Vencedor d'una etapa de la Volta al Bidasoa
- 2011
  - Campió de Catalunya en Ruta
  - Vencedor d'una etapa de la Volta a la Comunitat de Madrid sub-23
- 2013
  - Campió de Catalunya en Ruta
  - 1r de la Volta a Lleó i vencedor d'una etapa
  - Vencedor d'una etapa de la Volta a Galícia
- 2014
  - Vencedor de 2 etapes del Tour del País de Savoia
- 2015
  - 1r al Trofeu internacional del Guadiana i vencedor d'una etapa

### Resultats a la Volta a Espanya
- 2018. Abandona (17a etapa)